# Ульрихув (станція метро)
52°14′26″ пн. ш. 20°55′48″ сх. д. / 52.24043° пн. ш. 20.93013° сх. д.
Ульрихув (пол. Ulrychów) — метростанція на лінії М2 Варшавського метро.
Розташована під вулицею Гурчевська, неподалік від торгового центру Воля-парк у районі Воля. 
Відкрита 30 червня 2022 у складі черги Князя Януша — Бемово.
Конструкцція — колонна двопрогінна мілкого закладення з однією острівною платформою (довжина — 104 м, ширина — 12 м). 